# Pauke (Orgel)
Die Pauke (auch Heerpauke, Heertrommel, Trommel) ist ein Effektregister der Orgel.

## Konstruktion
Es hat zwei grundsätzlich verschiedene Konstruktionen dieses Registers im Laufe der Orgelgeschichte gegeben:
- Pauke als Labialregister: Zwei oder mehr tieftönende, gedeckte Pfeifen von lauter, grundtöniger Intonation sind um ca. einen Halbton gegeneinander verstimmt, so dass rasche Schwebungen entstehen, die den Klangeindruck eines Trommelwirbels machen. Die beiden Pfeifen werden meist unmittelbar durch den Registerzug zum Klingen gebracht.
- Pauke als membranophones Register: Zwei Pauken sind im Prospekt der Orgel angebracht und können von mechanisch bewegbaren Engelsfiguren geschlagen werden. Die Figuren werden vom Orgelspieler gesteuert, indem er über der Pedalklaviatur befindliche, ausziehbare Hebel mit den Füßen tritt.

## Vorkommen
Das labiale Paukenregister kam zu Beginn des 16. Jahrhunderts entlang des Rheins auf und verbreitete sich im Laufe des 16. Jahrhunderts in nahezu ganz Europa. Im 18. Jahrhundert kam es in Deutschland aus der Mode. Ein Exemplar mit vier gedeckten Pfeifen, die annähernd auf den Ton G der Kontra-Oktave gestimmt sind, ist in der Orgel von Joseph Gabler in der Basilika St. Martin in Weingarten erhalten.
Das membranophone Paukenregister kam ab 1725 in Schlesien und Brandenburg auf, scheint sich aber nicht weiter verbreitet zu haben und wurde im späten 18. Jahrhundert aufgegeben. Ein membranophones Paukenregister aus dem Jahr 1744 ist an der Orgel von Joachim Wagner in der Stadtpfarrkirche St. Marien in Angermünde erhalten.

## Verwendung
Das Labialregister Pauke wurde im 16. und 17. Jahrhundert zu einem Flöten- oder Trompetenregister gezogen, um die Militärmusik der Zeit auf der Orgel nachzuahmen. Das Membranophon wurde zusammen mit Trompetenregistern gespielt, um Trompetenmusik des 18. Jahrhunderts, z. B. Intraden, zu imitieren.